# Південнолондонська лінія
Південнолондонська лінія (англ. South London line) — залізнична лінія у внутрішньому південному Лондоні, Англія. 
Лінію було відкрито як London, Brighton and South Coast Railway 1 травня 1867 року, 
коли центральні лондонські кінцеві станції Лондон-Вікторія та Лондон-брідж були сполучені з внутрішніми передмістями південного Лондона – Клепгемом, Брікстоном, Кембервеллом та Пекгемом. 
З 2012 року пасажирські перевезення є складовою London Overground і курсують між Клепгем-джанкшен і  Пекгам-Рай, продовжуючи рух у напрямку Гайбері-енд-Іслінгтон  через лінію Східнолондонську лінію. 
Лінія має склад з семи станцій, одна є переходом до Східнолондонської лінії, і має довжину 13,7 км. 
Більша частина лінії була побудована на віадуці. 
Пересадка на лондонське метро знаходяться на станції Клепгем-хай-стріт. 
Лінія знаходиться у 2-й тарифній зоні.

## Рухомий склад
- British Rail Class 378
- British Rail Class 455[en]
- British Rail Class 375[en]
- British Rail Class 465[en]
- British Rail Class 466[en]